# Criptopórtico romano (Vicenza)
El criptopórtico romano de Vicenza es un criptopórtico de la antigua Vicetia (actual Vicenza), de finales del siglo I a. C. Al criptopórtico, perfectamente conservado, se accede desde la entrada situada en la actual Piazza Duomo y se extiende bajo la rectoría de la catedral y del Palazzo Roma.
El criptopórtico permaneció en uso al menos hasta el siglo IV, primero como lugar para refrescarse y luego como almacén de alimentos.
Es el ejemplo mejor conservado de criptopórtico romano de casa privada situada al norte del río Po.

## Descripción

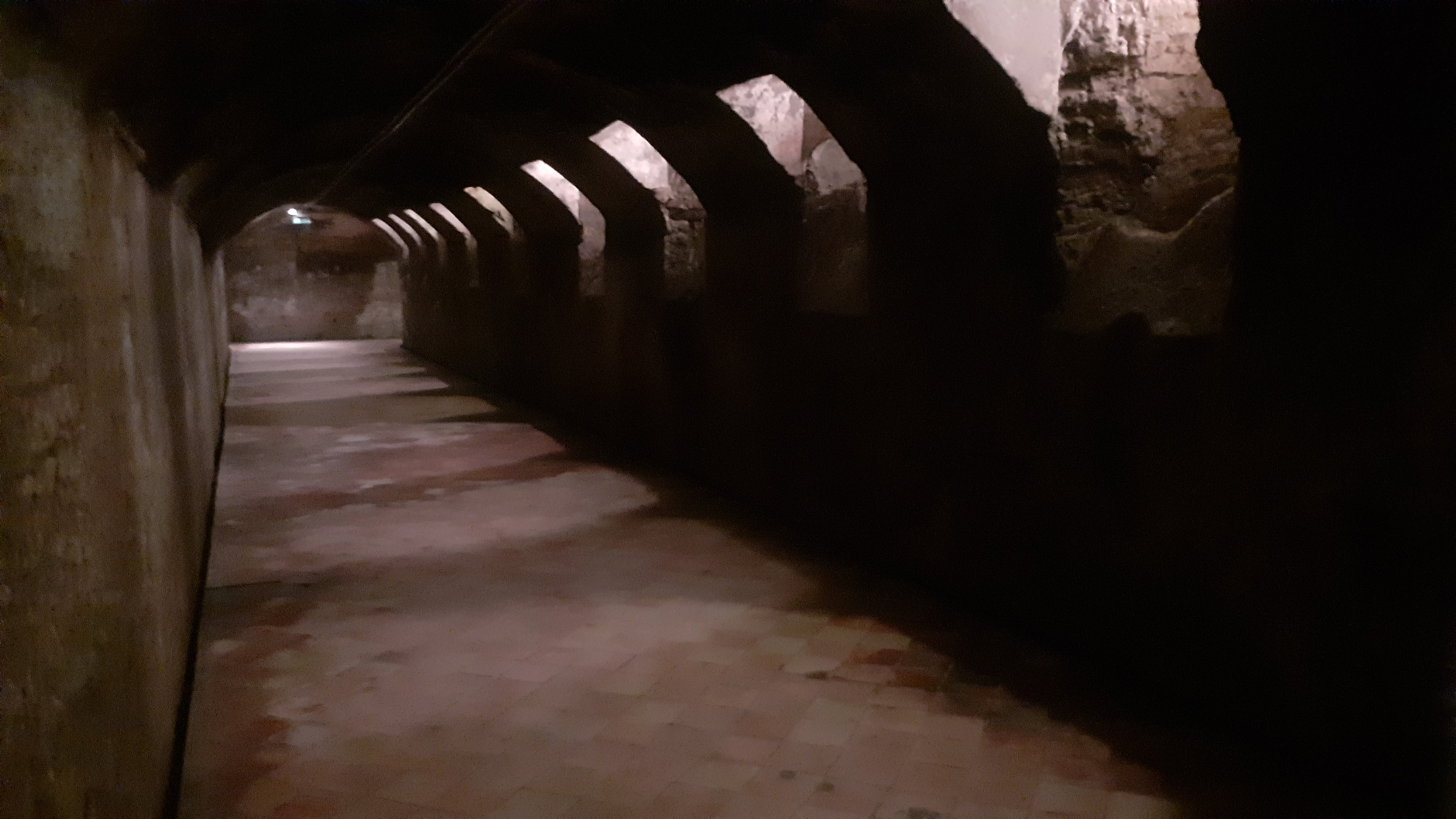
Uno de los brazos del criptopórtico.

El criptopórtico pertenecía a una domus romana, no conservada (pero ciertamente rica dadas las dimensiones del criptopórtico), situada en el sector suroeste de la ciudad romana. Está formado por tres brazos dispuestos en forma de U . El primer piso se encuentra a una profundidad de 6,31m respecto al piso hodierno de la plaza. El brazo central, que mira al oeste y es el más largo, mide 29,5 m de longitud y 3,28 m de ancho, y los laterales miden ambos 27,35 m de longitud y 2,98 m de ancho.Los brazos son de una sola nave y están cubiertos con bóveda de cañón de opus caementicium. La altura del criptopórtico es de aproximadamente 2,75 m. y el espesor de la bóveda y los muros es de cerca de 1 m.
El criptopórtico era iluminado a través de 31 ventanas pequeñas en "bocca di lupo", es decir formadas de aberturas en la calle y protegidas con rejas. Estas ventanas están ubicadas en la parte superior de los lados internosy muy probablemente se abrían hacia jardín del peristilo superior. Al criptopórtico se accedía a través de una estrecha escalera, en parte correspondiente a la todavía en uso, que conducía al brazo norte. Los últimos 4 escalones de piedra son originales; para los demás se reconstruyó la estructura de ladrillo aprovechando la pendiente que indican los fondos del fresco que se encuentra en la pared situada a la izquierda cuando se desciende.

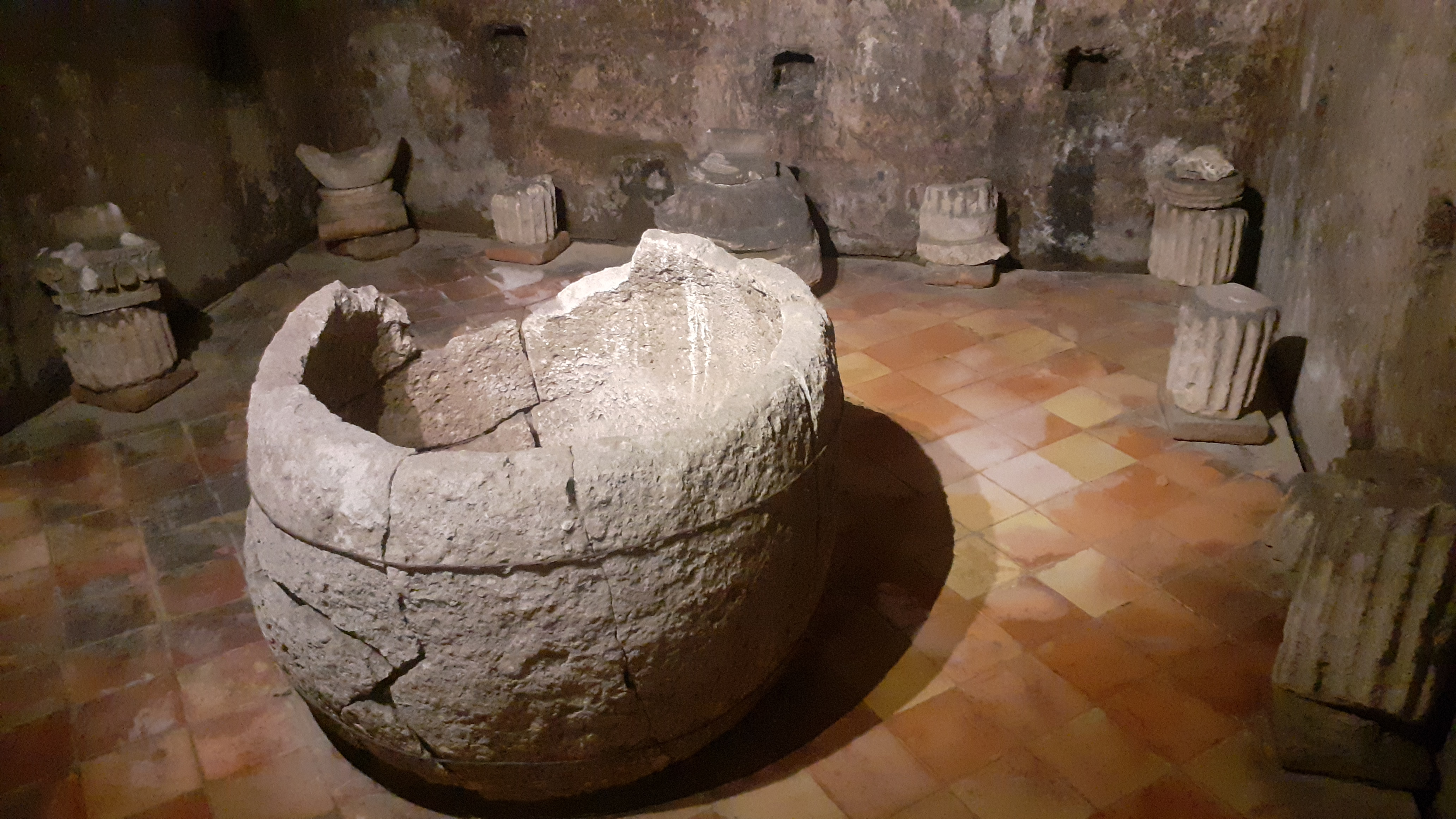
El almacén

En los dos extremos del brazo central se sitúan en posición simétrica dos espacios que tenían diferentes funciones. El del norte, comúnmente denominada habitación A, debió utilizarse para el almacenamiento de materiales; en las tres paredes hay una doble hilera de huecos empotrados para la colocación de vigas destinadas a soportar estantes de madera que recorrían toda la estancia. El acceso a este espacio está delimitado por el umbral de entrada en piedra, de aproximadamente medio metro de altura, probablemente como protección contra las inundaciones. En el mismo umbral y en el arquitrabe superior se situaban los biseles para la puerta de cierre, que permitía sellar la habitación. Todas estas precauciones indican que este compartimento estaba destinado a albergar materiales u objetos que se debían proteger del agua. Teniendo en cuenta las dimensiones de los agujeros en las paredes, las vigas que debían encajar en ellos debían ser muy robustas, por lo que estaban destinadas a soportar pesos bastante elevados, sin embargo, los materiales utilizados debieron ser poco voluminosos, ya que la distancia entre las dos filas de agujeros es de aproximadamente medio metro. Esta sala alberga fragmentos de columnas y una pila de agua de piedra, que datan de la época tardía antigua, tras el fin del Imperio Romano.

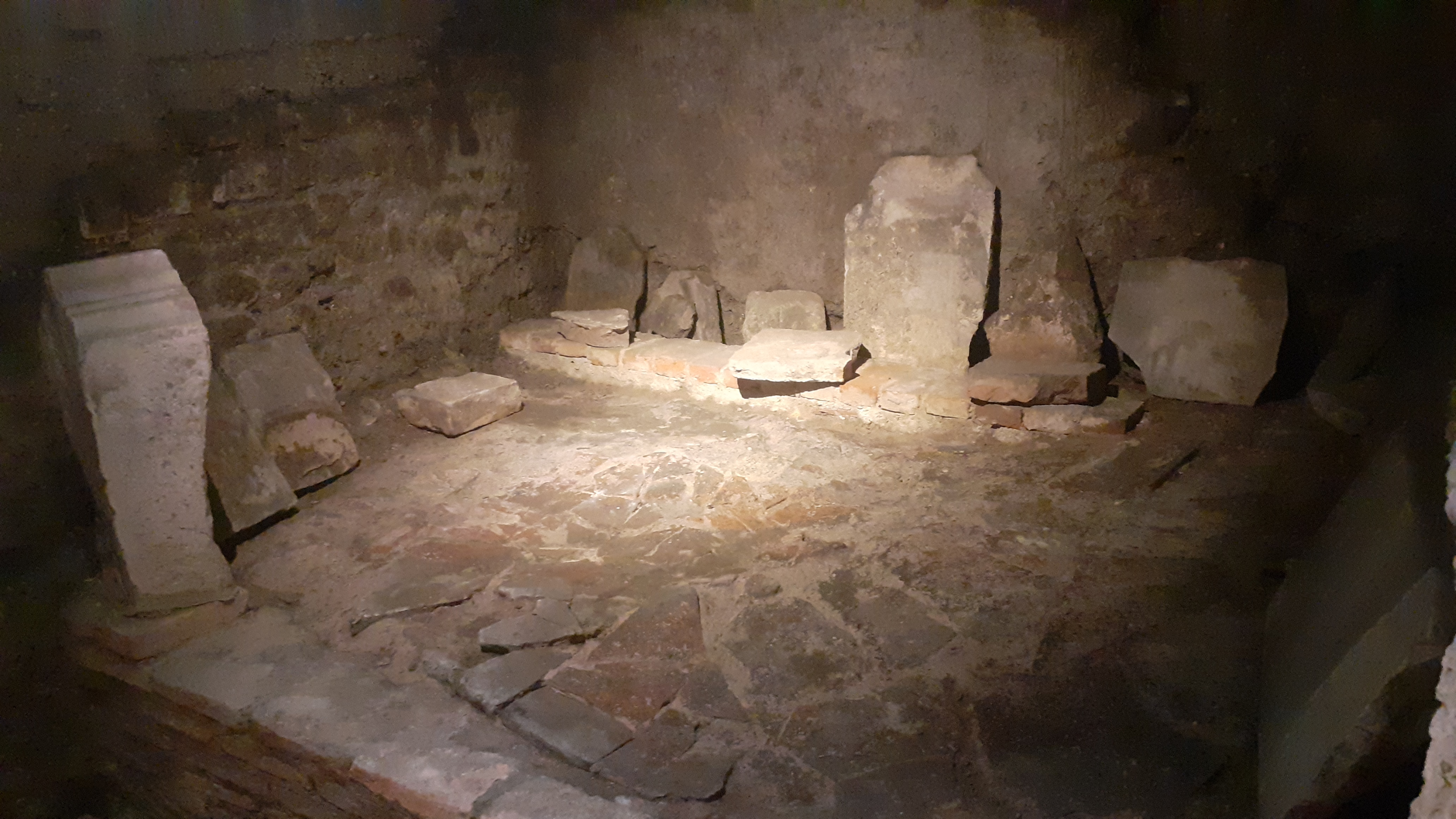
El compartimento sur

A la habitación B sur se accede a través de un umbral bajo, destinado únicamente a aislar la sala de cualquier lluvia que pudiera mojar el suelo del pasillo. En esta habitación no hay huecos en las paredes que indiquen la presencia de estanterías. Desde aquí se accede a una pequeña habitación C abierta hacia una rampa de 1,8m de ancho, sólo parcialmente investigada. En estas dos salas se han colocado dos fragmentos del pavimento encontrado durante los trabajos de excavación.
El suelo original estaba formado por un mosaico de hexágonos de ladrillo, que se alternaban con componentes romboidales. El espesor, el acabado irregular y las diferencias entre las distintas piezas indican que los hexágonos fueron cortados a mano del molde del ladrillo antes de cocerse; después se colocó una tesela de piedra blanca en una pequeña incisión en el centro de cada hexágono. A continuación, el suelo original se cubrió con un mosaico de azulejos blancos intercalados con escasos azulejos negros. Este segundo piso se colocó sobre el anterior, elevando el nivel del pavimento (la primera capa se situó a -2,75 m del intradós de la bóveda, la segunda a -2,70 m). En una de las habitaciones existe parte de un tercer piso en posición elevada, colocado a -2,30 m del intradós, y formado por ladrillos de mayor tamaño, de un pie y medio de largo, es decir, aproximadamente la mitad de un metro de cada lado. El uso de esta estructura no es claro, pero se ha planteado la hipótesis de que se utilizaba para trabajos de taller o laboratorio.

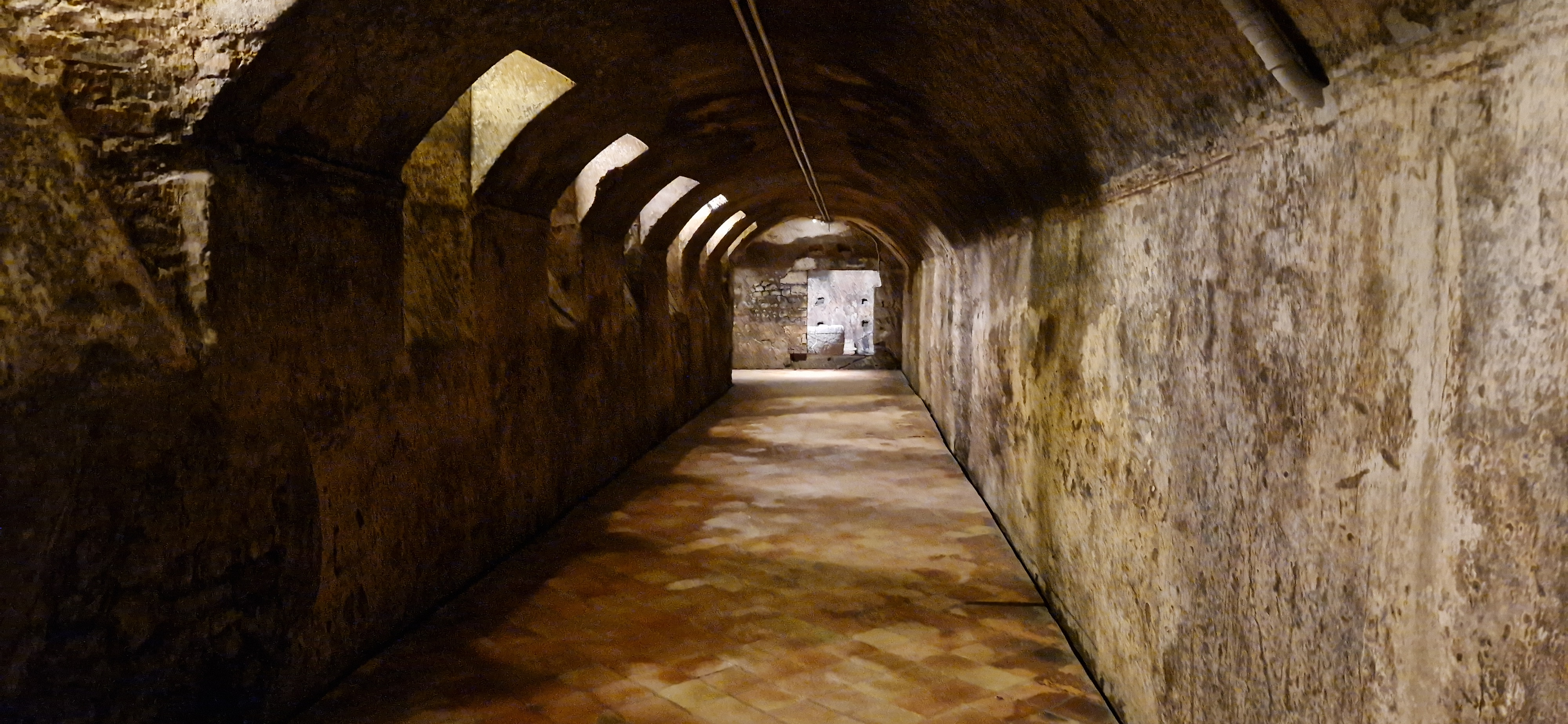
Vista de uno de los brazos del criptopórtico

El pavimento actual es moderno y se sitúa a 0,15 m por encima del suelo antiguo. La elevación se debe a la necesidad de prever un drenaje lateral para la filtración del agua de lluvia, ya que el piso se ubica aproximadamente a 6 metros por debajo del firme actual y también se encuentra debajo del nivel freático de la ciudad, con los consecuentes problemas de percolación en caso de tormentas violentas. La elección de las baldosas se realizó con el objetivo de reproducir el aspecto del pavimento original.
Las paredes tienen un ligero enfoscado a marmorino claro superpuesto a una capa de yeso más grueso. En la parte superior, cerca del intradós de la bóveda, el yeso está delimitado por una banda en rojo pompeyano de tres dedos de ancho, sobre la que se superpone un pequeño marco de estuco en forma de escalera invertida de tres peldaños salientes. El conjunto indica claramente que se trataba de un área muy atendida y, por tanto, debió ser utilizada por la familia para actividades de la vida doméstica. El uso del criptopórtico, al menos durante una parte de su vida, no se limitó al de sala de almacenamiento.

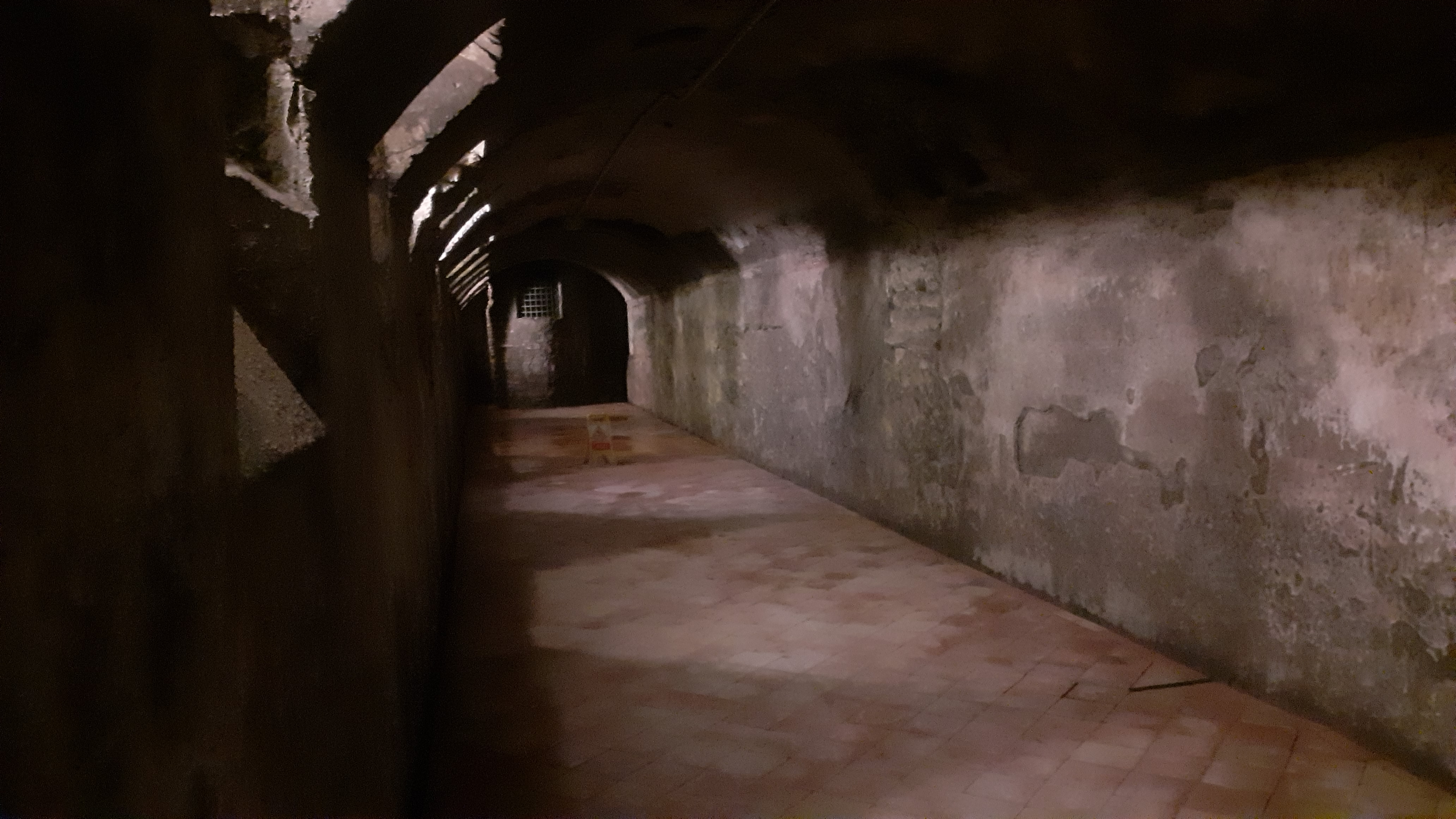
Brazo sur, en la parte inferior se puede ver el cañón del pozo que probablemente data de la Edad Media.

En los ejemplos más frecuentes de criptopórtico romano presentes en el sur de Italia, donde el clima es mucho más cálido, estos espacios ofrecían un refrigerio en verano, siendo ambientes con una temperatura más agradable. En el caso de Vicenza, el problema del calor del verano era menos grave, pero, por otro lado, este espacio también podía ofrecer refugio durante el invierno, pues la temperatura interior era más suave que en las habitaciones sin calefacción de la domus del piso superior.
Al final del brazo sur se encuentra el tubo de un pozo de ladrillo, que ciertamente no forma parte de la estructura romana original y es de probable origen medieval, que desemboca en el patio del Palazzo Roma situado más arriba. El pozo probablemente fue construido para extraer agua de la galería inferior. Durante los trabajos de restauración tras su descubrimiento en 1954, se ptacticó una abertura en la pared del pozo, equipándola con una rejilla protectora. Con esta medida se ha establecido un flujo de aire que luego se canaliza hacia la cancela de entrada, favoreciendo así la ventilación del ambiente subterráneo y evitando la formación de moho.

## Descubrimiento
Este criptopórtico fue descubierto a principios del verano de 1954 durante las obras de construcción de la rectoría de la catedral de Vicenza en el lado sur de Piazza Duomo.
Para crear los sótanos de la rectoría,se debía excavar hasta una profundidad de 3,20 m. Sin embargo, una vez que se alcanzó una altura de 3 metros, los trabajadores se encontraron con una estructura compacta mucho más dura que la tierra y la grava circundantes, probablemente un fragmento de piso. Al delimitar la estructura se dieron cuenta de que debajo aparecía vacía. Con la ayuda de una linterna apareció lo que parecía un canal, poco profundo y no muy largo. Los trabajos de limpieza y consolidación que se programaron inmediatamente revelaron, sin embargo, que se trataba de una estructura mucho más compleja.
Los expertos de la Superintendencia Arqueológica, a los que se consultó de inmediato, supisieron que podría tratarse de un criptopórtico de época romana. Por ello, se llevaron a cabo trabajos de limpieza, restauración, iluminación y seguridad que duraron tres años. En 1957, después del embaldosado del suelo, el criptopórtico finalmente se abrió al público.

## Hallazgos
Los hallazgos encontrados durante la excavación de 1954 se conservan en el Museo Arqueológico Naturalista de Santa Corona. En particular, se encontraron antefijas de terracota, jarrones, lámparas, un ladrillo elíptico con el sello de T. Delli Sereni, un aplique de bronce que representa una deidad marina y elementos de mármol, entre ellos los de una mesa  En el jardín del cercano palacio episcopal se encontró un capitel jónico, probablemente relacionado con el peristilo sobre el criptopórtico.